# Josip Maroičić
Josip Maroičić (n. 6 aprilie 1812, Svidník, Prešovský kraj, Slovacia – d. 17 octombrie 1882, Döbling, Viena, Austro-Ungaria) a fost un general croat aflat în serviciul armatei Imperiului Austriac. În urma Bătăliei de la Custozza (1866) a fost decorat cu Ordinul Maria Terezia.

## Cariera militară
În data de 17 mai 1854 a fost ridicat la gradul de general. A participat la cucerirea orașelor Iași și Galați, ocupate de Imperiul Rus în contextul Războiului Crimeei. În ianuarie 1856 a devenit comandant în Cașovia. De asemenea a fost participant la Războiul Sardiniei din 1859, unde a contribuit la depresurizarea orașelor Trieste și Fiume (azi Rijeka). 